# Таскомбанк
ТАСКОМБАНК — один из старейших банков Украины. По итогам 2018 года занял 17-е место по объёму активов в банковской системе Украины. Системно важный банк банковской системы Украины.

## История
Банк был основан в 1989 году под названием «Тавридабанк». В декабре 1999 года банк изменил название на АБ «Муниципальный», а в 2005 году, после принятия решения о присоединении к украинской финансовой группе «ТАС», название банка было изменено на «ТАС-Бизнесбанк». Позже название банка было изменено на «Бизнес Стандарт», а в 2011 году появляется нынешнее название — «ТАСКОМБАНК».
В июле 2016 г. банк стал первым и единственным на Украине банком, который Национальный банк Украины включил в перечень предварительно квалифицированных лиц в качестве инвестора для участия в конкурсах по выводу с рынка неплатежеспособных банков и созданию переходных банков на базе неплатежеспособных. Банк имеет право участвовать в выведении неплатежеспособных банков с рынка — выкупать и затем продавать банки-банкроты, участвовать в них как акционер.
Летом 2017 года банк получил часть активов «Диамантбанка», который до этого был признан НБУ неплатёжеспособным банком.
В октябре 2018 года банком был поглощен другой украинский банк VS Bank, ранее принадлежавший российскому Сбербанку.
Банк стал пятым финансовым учреждением, объявившим о поддержке Google Pay в Украине в феврале 2018 года и 11-м, запустившим поддержку Apple Pay в мае 2019 года.
В июле 2019 года был определён НБУ как системно важный банк.
В 2020 году НБУ согласовал назначение Владимира Дубея на должность Председателя Правления ТАСКОМБАНКА. За 2021 год ТАСКОМБАНК выплатил более 300 млн гривен дивидендов. 
В июне 2023 г. ТАСКОМБАНК купил ипотечный портфель банка «Аркада». В апреле 2024 года ТАСКОМБАНК прекратил проект sportbank, единственным мобильным банком-партнером ТАСКОМБАНКА является izibank.

## Рейтинги
В октябре 2016 г. рейтинговое агентство «Кредит-Рейтинг» объявило о повышении долгосрочного кредитного рейтинга АО «ТАСКОМБАНК» на уровне uaА+. Также было объявлено и о повышении и подтверждении долгосрочного кредитного рейтинга выпусков именных процентных необеспеченных облигаций банка серий D и Е на общую сумму 200 млн. грн. на уровне uaА+.  
В июне 2016 г. ТАСКОМБАНК вошел в ТОП-5 банков по приросту депозитного портфеля физических лиц по данным украинского аналитического журнала «Деньги».
По итогу работы в 2018 году, ТАСКОМБАНК занял 3-е место в «Рейтинге надежности банковских депозитов» агентства  «Стандарт-Рейтинг». 
Входит в 20-ку Рейтинга надежных банков и Рейтинга «Народный рейтинг банков». По версии Dragon Capital входит в шестерку самых динамичных банков Украины. 